# Великий Даллер
Великий Даллер — острів в Кілійському гирлі річки Дунай в межах Кілійського району Одеської області.
Належить до первинної дельти річища Дунаю.
Входить до складу регіонального ландшафтного парку «Ізмаїльські острови» та належить до природоохоронних територій України.
Згідно з розподілом територій ландшафтного парку на функціональні зони, 25,3 % території острову — це заповідна зона, ., 1,7 % території — рекреаційна зона та 0,2 % виділяється під господарську діяльність.

## Географія
Площа острова становить 370 га.
Острів має блюдцеподібний рельєф із лісом та луговими рослинами по краях та затопленою низиною (плавнями усередині). Південніше острова проходить кордон з Румунією.

## Птахи острову
В плавневій частині острову гніздяться 60 % всіх колоній птиць, що розміщується на території регіонального ландшафтного парку «Ізмаїльські острови».
На острові зосереджена переважна частина всіх колоній чапель та двох видів бакланів.